# Война волков 2
Война волков 2 (кит. трад. 戰狼2, упр. 战狼2, англ. Wolf Warrior 2) — китайский художественный фильм 2017 года режиссёра Джеки Ву, исполнившего главную роль в фильме. Сиквел картины 2015 года «Война волков». Премьера фильма состоялась в Китае 27 июля 2017 года. Фильм повествует о китайском солдате по имени Лэн Фэн, который выполняет специальные операции по всему миру. Героя увольняют из армии и арестовывают, после чего он переезжает в Африку, где защищает работников медицины от местных повстанцев и торговцев оружием. Фильм входит в список самых кассовых фильмов за всю историю кинематографа, заработав в мире более 870 млн $. Он выдвигался от Китая на премию «Оскар» за лучший фильм на иностранном языке, но не попал в шорт-лист премии.

## Сюжет
После событий фильма «Война волков» Лэн Фэн и другие члены его отряда отправляются на родину одного из погибших товарищей, чтобы похоронить его. Прибыв на место, они видят, что дом семьи погибшего товарища сносится строительной компанией. Они останавливают разрушение дома, при этом на них нападает босс компании, вооружённый пистолетом, однако Фэн отбивает нападение. Далее босс приказывает своим помощникам напасть на Фэна, но спецназовцы успокаивают и тех. Вскоре после этого прибывает полиция и просит Фэна сложить оружие, которое он конфисковал у босса. В свою очередь босс говорит о том, что семье погибшего солдата всё равно не поздоровится. В гневе Фэн наносит такой удар боссу, что тот погибает. После этого Фэна увольняют из китайской армии и отправляют в военную тюрьму на три года.
После освобождения из тюрьмы Фэн отправляется в Африку, планируя работать там всю оставшуюся жизнь. Он устраивается наёмником на грузовой корабль и обеспечивает его безопасность. Однажды на судно, которое перевозило гуманитарный груз в Африку, нападают сомалийские пираты. Сражаясь с пиратами под водой, Лэн Фэн побеждает их, и грузовое судно безопасно прибывает в пункт назначения. В течение трёх лет Фэн носит с собой пулю, которая была найдена на месте исчезновения его невесты — подполковника Лун Сяоюнь, — при выполнении ответственной миссии.
Фэн вместе с местными жителями проводит вечеринки на пляже, но однажды на них нападают повстанцы, которые пытаются свергнуть правительство одной из африканских стран. В то же время с целью эвакуации китайских граждан, к берегам страны, в которой началась гражданская война, прибывает китайский флот. Фэн вместе с другими людьми спасается, и они оказываются на борту корабля. Владелец магазина, которому Фэн помог спастись, говорит ему, что пуля, которую он с собой носит, принадлежит европейским наёмникам. Те, в свою очередь, помогают мятежникам. Слыша разговор военных, Фэн узнаёт, что недалеко от порта расположена фабрика, рабочие которой тоже нуждаются в эвакуации. Также необходимо спасти доктора Чэня, который находится в одной из больниц и работает над созданием вакцины от вируса Ламанлы. Однако военные без разрешения командования не могут отправиться спасать людей, поэтому для этого требуется доброволец. Фэн вызывается добровольцем и отправляется к больнице, которая находится на расстоянии 60 километров от порта. Он врывается в здание больницы, однако находящиеся там наёмники убивают доктора Чэня. Умирая, Чэнь говорит, что необходимо спасти его приёмную дочь, африканскую девочку по имени Паша. Лэн Фэн вместе с Пашой и женщиной-доктором по имени Рэйчел Смит спасаются от наёмников и покидают здание больницы. После этого Фэн случайно касается рукой одного из умерших от вируса Ламанлы. Тем не менее герои продолжают свою миссию по спасению китайцев. Также Фэн хочет спасти мать своего друга, которая работает на фабрике «Ханбонд».
По прибытии к фабрике «Ханбонд» Фэн сталкивается с охраной и сыном владельца фабрики Чжо Ифанем, дерзким фуэрдаем, который также является армейским фанатиком. После того, как герои входят в здание фабрики, Фэн рассказывает людям, что на спасение заложников будет отправлен вертолёт. Женщины и дети должны быть эвакуированы с помощью вертолёта, а остальные должны направиться к кораблям наземным транспортом. Однако наёмники Большого Папы и члены группировки «Красные платки» нападают на фабрику с целью захвата Паши, так как они думают, что с её помощью можно разработать вакцину от вируса Ламанлы. Фэн вместе с Ифанем и ещё одним отставным военным пытаются отбить нападение, уничтожив при этом часть сил противника. Однако силы не равны, и нападавшие собираются убить Фэна. В то же время Большому Папе, наёмникам и повстанцам поступает приказ об отступлении. Большой Папа отправляется на встречу с лидером группировки. Лидер говорит ему, что ни один китаец не должен погибнуть, потому что когда он будет у власти, ему будет нужна поддержка Китая, так как Китай является частью Совета безопасности ООН. Большой папа убивает лидера восстания и берёт на себя роль лидера. Он приказывает всем вернуться на фабрику, чтобы схватить Пашу и убить Фэна. В то же время Фэн принимает решение покинуть территорию фабрики, так как рабочие узнают, что он заражён вирусом Ламанлы. Ему вводят вакцину от вируса и Фэн узнаёт от Рэйчел, что доктор Чэнь разработал экспериментальную вакцину на основе антител Паши.
Вакцина помогает, и Фэн выздоравливает. Однако Большой Папа и другие вооружённые люди появляются на фабрике. Они захватывают рабочих в плен и ожидают прибытия китайского вертолёта. Далее Фэн с Рэйчел и Пашой возвращаются на фабрику для того, чтобы спасти всех, кто там находится. Рабочие оказываются в безопасности, и после этого прибывает вертолёт. Паша и Рэйчел улетают на вертолёте, но его сбивают. В то же время фабрику атакуют крупные силы повстанцев и наёмников. Рабочие спасаются, укрываясь в подземельях. Однако битва продолжается. Повстанцы уничтожают часть заложников. Командующий китайским флотом, наблюдая за массовыми жертвами, отдаёт приказ нанести удар по нападающим. С кораблей взлетают крылатые ракеты и уничтожают значительную часть противника. После этого происходит битва между Большим Папой и Фэном. Лэн Фэн узнаёт, что пуля, которая убила его невесту, принадлежала Большому Папе, и в порыве ярости убивает его. Он также спасает рабочих, и они прибывают в лагерь ООН.
После финальных титров показывается, что с Фэном связывается командир отряда, в котором он когда-то служил, и разрешает ему вернуться в отряд. Командир также показывает ему видео, и Фэн понимает, что его невеста Лун Сяоюнь всё ещё жива.

## В ролях

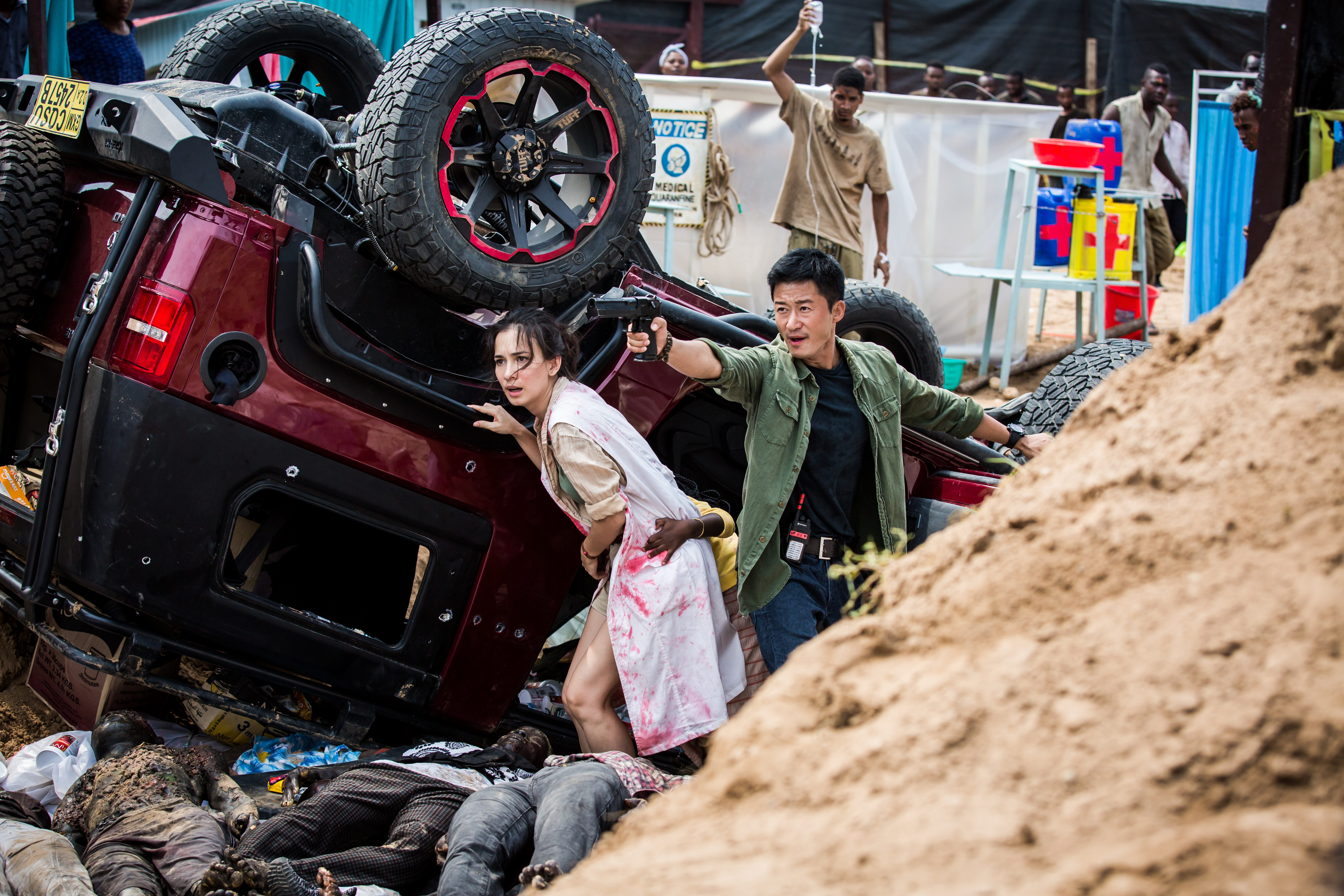
Джеки Ву и Селина Джейд на съёмках фильма.

- Джеки Ву — Лэн Фэн, бывший солдат китайского спецназа
- Селина Джейд — доктор Рэйчел Смит
- Фрэнк Грилло — Большой Папа, глава группы наемников «Корпус Дилана»
- Чжан Хань — Чжо Ифань
- У Ган — Хэ Цзяньго, отставной разведчик, который является руководителем службы безопасности китайской фабрики в Африке
- Юй Нань — подполковник Лун Сяоюнь
- Юй Цянь — Цянь Бида, спекулянт
- Дин Хайфэн — капитан военно-морского флота Народно-освободительной армии
- Ши Чжаоци — Ши Цинсун
- Чуньюй Шаньшань — Линь Чжисюн
- Олег Прудиус — Медведь
- Хайди Манимейкер — Афина
- Аарон Ли — Призрак
- Аарон Тони — Роуч, заместитель Большого Папы

## Производство
Фильм снимался в Африке и Китае с июня по ноябрь 2016 года. В Африке он снимался в основном в Соуэто и в Александрии. Съёмки танкового боя проходили на территории металлургического завода, который расположен в городе Чжанцзякоу, провинция Хэбэй. После выхода картины было объявлено о сиквеле, который получил название «Война волков 3».

## Релиз
Фильм был выпущен в Китае 27 июля 2017 года в версиях 3D, 4DX, MX4D и China Film Giant Screen. Релиз 2D и IMAX версии состоялся 18 августа 2017 года. Также картина с английскими субтитрами была выпущена в Шри-Ланке компанией Madhu Entertainment. 10 ноября 2017 года компания Ster-Kinekor выпустила фильм с субтитрами на английском языке в ЮАР.

## Кассовые сборы
Фильм «Война волков 2» стал хитом китайского кинопроката, заработав на родине 854,2 млн $, также фильм прокатывался в США, Австралии, Великобритании, ОАЭ и на других территориях, где суммарно заработал 16,1 млн $. Фильм был выпущен в Китае летом в период «блэкаута», когда в прокат не выходят иностранные фильмы, тем самым он конкурировал только с другими отечественными картинами. За десять дней сборы фильма составили 2,73 млрд Ұ, что равнялось 406 млн $, по этому показателю он обошёл «Форсаж 8», который собрал 2,6 млрд Ұ, и, таким образом, стал вторым самым кассовым фильмом Китая, уступая только «Русалке», сборы которой составили 3,39 млрд Ұ.
Фильм стал самым кассовым фильмом в Китае после двенадцати дней проката, обогнав «Русалку», которая удерживала этот рекорд на протяжении восемнадцати месяцев. Спустя 25 дней после релиза он превзошёл показатели «Аватара» и стал вторым в списке самых кассовых фильмов, кто больше всех заработал на одной территории, уступая лишь «Звёздные войны: Пробуждение силы», который смог заработать 936,7 млн $ в США. Фильм возглавлял китайский чарт на протяжении тридцати дней подряд. Только на тридцать первый день его обошёл французский фильм «Валериан и город тысячи планет». В то время «Валериан» имел 78 000 сеансов, тогда как «Война волков 2» — 32 500.

## Критика
Фильм получил смешанные отзывы у критиков. Оценка сайта Metacritic составила 44 балла из 100. Обозреватель сайта The Hollywood Reporter отметил рукопашные бои Джеки Ву и особенно жестокую схватку между ним и Грилло, которая происходит в кульминационный момент. Также он сделал вывод о том, что действие фильма не оставляет зрителям много времени на то, чтобы обдумывать дыры сюжета или беспокоиться о развитии персонажа, хотя двухчасовая продолжительность фильма может утомить их. Ноэль Мюррей из Los Angeles Times написал, что спецэффекты фильма выглядят нереалистично, но похвалил трюки. Также он отметил, что фильм похож на крупнобюджетные голливудские военные картины, но отличается от них тем, что имеет социально-политический смысл.
Газета The New York Times, комментируя отказ включить фильм в список номинированных на «Оскар» за лучший фильм на иностранном языке, заявила, что фильм не был включён по той причине, что якобы раздувал у аудитории китайский национализм и имел скрытый антиамериканский подтекст.

## Награды
| Награда                                    | Категория                                | Получатель               | Итог         | Прим.         |
| ------------------------------------------ | ---------------------------------------- | ------------------------ | ------------ | ------------- |
| 12-я Азиатская кинопремия                  | Самый кассовый азиатский фильм 2017 года | «Война волков 2»         | Победа       | [ 28 ]        |
| 37-я Гонконгская кинопремия                | Лучший китайский фильм                   | «Война волков 2»         | Номинация    | [ 29 ]        |
| 9-я Премия Гильдии кинорежиссёров Китая    | Лучший фильм                             | «Война волков 2»         | Номинация    | [ 30 ]        |
| 9-я Премия Гильдии кинорежиссёров Китая    | Лучший режиссёр                          | Джеки Ву                 | Номинация    | [ 30 ]        |
| 9-я Премия Гильдии кинорежиссёров Китая    | Лучший актёр                             | Джеки Ву                 | В шорт-листе | [ 30 ]        |
| 1-й Сайпанский международный кинофестиваль | Лучший актёр второго плана               | Чжан Хань                | Победа       | [ 31 ]        |
| 44-я премия «Сатурн»                       | Лучший фильм на иностранном языке        | «Война волков 2»         | Номинация    | [ 32 ]        |
| 23-я премия «Хуадинг»                      | Лучший фильм                             | «Война волков 2»         | Номинация    | [ 33 ] [ 34 ] |
| 23-я премия «Хуадинг»                      | Лучший режиссёр                          | Джеки Ву                 | Победа       | [ 33 ] [ 34 ] |
| 23-я премия «Хуадинг»                      | Лучший актёр                             | Джеки Ву                 | Победа       | [ 33 ] [ 34 ] |
| 23-я премия «Хуадинг»                      | Лучший актёр второго плана               | У Ган                    | Победа       | [ 33 ] [ 34 ] |
| 23-я премия «Хуадинг»                      | Лучший сценарист                         | Джеки Ву, Лю И, Дун Цюнь | Номинация    | [ 33 ] [ 34 ] |
| 23-я премия «Хуадинг»                      | Лучший продюсер                          | Гуань Хайлун, Чжан Мяо   | Победа       | [ 33 ] [ 34 ] |
| 34-я премия «Сто цветов»                   | Лучший фильм                             | «Война волков 2»         | Номинация    | [ 35 ] [ 36 ] |
| 34-я премия «Сто цветов»                   | Лучший режиссёр                          | Джеки Ву                 | Номинация    | [ 35 ] [ 36 ] |
| 34-я премия «Сто цветов»                   | Лучший сценарий                          | Джеки Ву, Лю И, Дун Цюнь | Номинация    | [ 35 ] [ 36 ] |
| 34-я премия «Сто цветов»                   | Лучший актёр                             | Джеки Ву                 | Победа       | [ 35 ] [ 36 ] |
| 34-я премия «Сто цветов»                   | Лучший актёр второго плана               | У Ган                    | Номинация    | [ 35 ] [ 36 ] |
| 34-я премия «Сто цветов»                   | Лучший актёр второго плана               | Хань Чжан                | Номинация    | [ 35 ] [ 36 ] |